# 安斎庫治
安斎 庫治（あんざい くらじ、1905年 - 1993年2月17日）は、日本の社会主義運動家。戦後は日本共産党員を経て、新左翼団体の創設者となった。

## 来歴
幼くして満州に渡り、上海にあった東亜同文書院大学の27期生となった。1930年学内に共産主義青年団を組織、同年末上海領事館警察により壊滅、1931年再建されるが1932年にはそれも解体される。
後に満鉄調査部に所属した。
戦後は日本共産党中央委員となる。1967年1月、宮本顕治指導部批判の意見書を提出し除名される。
1974年、新左翼団体の日本共産党（マルクス・レーニン主義）全国委員会を結成。1993年2月17日、心不全で死去した。

## 著書
- 竹中憲一（編）『安斎庫治聞き書き 日本と中国のあいだで』皓星社、2018年